# 1899 (Fernsehserie)
1899 ist eine deutsche Mystery-Thrillerserie der Showrunner Jantje Friese und Baran bo Odar. Die Serie feierte am 12. September 2022 ihre Weltpremiere auf dem Toronto International Film Festival und am 10. November 2022 in Berlin ihre Europapremiere. Am 17. November 2022 wurde sie weltweit über Netflix veröffentlicht.
Die erste Staffel umfasst acht Folgen. Die Serie wurde nach einer Staffel eingestellt, obwohl sie hohen Zuschauerzuspruch hatte und zwei weitere Staffeln skizziert waren.

## Handlung
Die Serie folgt einer Gruppe europäischer Auswanderer, die im Jahr 1899 mit dem Schiff Kerberos von London nach New York aufbrechen, um in den USA ein besseres Leben zu führen. Auf dem Atlantik stoßen sie auf die manövrierunfähige Prometheus, das  monatelang vermisste Schwesterschiff, das ihre Reise in einen Albtraum verwandelt.

## Episodenliste
| Nr. | Deutscher Titel | Originaltitel | Erstveröffentlichung | Regie         | Drehbuch                                    |
| --- | --------------- | ------------- | -------------------- | ------------- | ------------------------------------------- |
| 1 | Das Schiff      | The Ship      | 17. Nov. 2022        | Baran bo Odar | Jantje Friese                               |
| Am 19. Oktober 1899 fährt der Dampfer Kerberos von England nach New York City. Vier Monate zuvor war das Schwesterschiff Prometheus auf der gleichen Route spurlos verschwunden. Maura und viele der Passagiere der ersten Klasse auf der Kerberos befinden sich im Speisesaal, als der Passagier der dritten Klasse, Krester, hereinplatzt und um einen Arzt für seine schwangere Schwester Tove bittet. Krester wird von Franz hinausgeworfen, aber Maura folgt Krester in die dritte Klasse, wo sie den Fötus im Bauch dreht und so die verhedderte Nabelschnur von Tove löst. Lucien und Clémence kämpfen mit ihrer Intimität. Maura hat Visionen. Sie begegnet Eyk, dem Kapitän der Kerberos, der sie ermahnt, die Regeln des Schiffes zu befolgen, die eine strikte Trennung der Klassen vorsieht. Nachdem Eyk eine Nachricht mit Koordinaten erhalten hat, von denen er vermutet, dass sie von der Prometheus stammen, ändert er zum Ärger vieler Passagiere den Kurs der Kerberos zu diesen Koordinaten. Die Kerberos sichtet die Prometheus, die verlassen zu sein scheint. Jérôme kommt aus dem Kohlenraum hervor, wo er sich als blinder Passagier versteckt hielt, und trifft in der Ladeluke auf Olek. Dorthin kommt auch Eyk, und sie besteigen mit Maura und Ramiro das Beiboot und entern die Prometheus. Ángel interessiert sich für Krester. Ein mysteriöser Mann geht an Bord der Kerberos und zieht in den Raum neben Mauras Zimmer ein. Auf der Prometheus findet Eyk ein ihm bekanntes Haarband und stellt fest, dass der Telegraf zerstört ist. Maura folgt einem Skarabäuskäfer zu einem Schrank, öffnet ihn und findet darin einen Jungen, der ihr ein schwarzes Tetraeder-Objekt überreicht. |                 |               |                      |               |                                             |
| 2 | Der Junge       | The Boy       | 17. Nov. 2022        | Baran bo Odar | Jantje Friese & Dario Madrona López Gallego |
| Eyk erhält eine Nachricht von der Reederei, die nur zwei Worte enthält: „Schiff versenken“. Maura bringt den Jungen, die einzige Person, die auf der Prometheus entdeckt wurde, in ihrem Zimmer unter. Sie entdeckt einen Ring in seinem Besitz und ein Symbol in Form eines umgedrehten Dreiecks mit einer horizontalen Linie hinter seinem linken Ohr. Der geheimnisvolle Mann stellt sich Maura als Daniel vor. Ángel schenkt Krester eine Zigarettendose. Jérôme bricht in das Zimmer von Lucien und Clémence ein und hinterlässt einen Orden der Ehrenlegion. Eyk hat Halluzinationen von seiner Frau und seinen Töchtern, die vor einigen Jahren bei einem Hausbrand ums Leben kamen; eine seiner Töchter trägt das gleiche Haarband, das er auf der Prometheus gefunden hat. Er wacht auf und stellt fest, dass unter dem Bett in seinem Zimmer ein Schacht erschienen ist. Tove findet die Zigarettendose und gibt sie wütend an Ángel zurück; Ángel und Ramiro haben einen Streit, versöhnen sich aber beim Sex. Jérôme wird als blinder Passagier entdeckt, verprügelt und festgenommen. Maura zeigt dem Jungen einen Brief mit dem gleichen Dreieckssymbol, das sie an Bord des Schiffes geführt hat, aber er bleibt stumm. Eyk beschließt, die Prometheus zurück nach Europa zu schleppen, zum wachsenden Unmut vieler Passagiere und der Besatzung. Eyk zeigt Maura einen ähnlichen Brief, der ihn zur Kerberos geführt hat, und er glaubt, dass die Antworten auf der Prometheus zu finden sind. Ada wird tot aufgefunden. Andernorts überwacht jemand die Insassen des Schiffes auf Bildschirmen. |                 |               |                      |               |                                             |
| 3 | Der Nebel       | The Fog       | 17. Nov. 2022        | Baran bo Odar | Jantje Friese & Emma Ko                     |
| Die Todesursache von Ada kann nicht festgestellt werden. Nachdem die Kerberos in dichten Nebel geraten ist, befiehlt Eyk das Schiff anzuhalten und zu warten, bis sich der Nebel lichtet. Eyk zeigt Maura das Haarband und den Schacht in seinem Zimmer. Die beiden gehen zurück zur Prometheus, um das Logbuch zu finden. Sebastian, der Erste Offizier, deckt eine Tafel auf und gibt eine Sequenz aus Dreiecken ein. Während sie sich nach einem Streit über ihre Ausbildung zur Geisha vor ihrer Mutter versteckt, erinnert sich Ling Yi an den Unfalltod ihrer Freundin, der dazu führte, dass sie an Bord der Kerberos ging. Olek findet Ling Yi und tröstet sie. Unter Missachtung von Eyks Anweisung, Adas Tod geheim zu halten, lässt Franz Tove ihre Leiche abholen. Krester gibt Ángel einen Handjob. Daniel betritt Mauras Zimmer und trifft sich mit dem Jungen. Auf der Prometheus finden Eyk und Maura einen weiteren Schacht mit dem Dreieckssymbol, das auch das Logo der Reederei ist. Auf der Kerberos werden weitere Leichen gefunden. Eyk findet in den Öfen der Prometheus ein Dokument, das er vor Maura versteckt. Ling Yi unterhält Lucien, der jedoch einen Anfall erleidet, nachdem Clémence ihn zuvor unwissentlich an der Einnahme von Medikamenten gehindert hat. Wütend über Eyks Entscheidung, nach Europa zurückzukehren und Adas Tod zu verheimlichen, bewaffnet Franz die Passagiere der dritten Klasse und fordert sie auf, eine Meuterei zu starten. Olek versucht, Eyk zu warnen, wird aber verprügelt und mit Jérôme eingesperrt. Ramiro warnt Eyk, aber beide werden von den Meuterern unter der Führung von Tove verhaftet. Daniel benutzt ein Gerät, das einem Schiebepuzzle ähnelt, um die Kerberos zu teleportieren. |                 |               |                      |               |                                             |
| 4 | Der Kampf       | The Fight     | 17. Nov. 2022        | Baran bo Odar | Jantje Friese & Jerome Bucchan-Nelson       |
| Die Meuterer fahren mit der Kerberos in Richtung Westen. Franz zwingt Jérôme und Olek, die Leichen über Bord zu werfen. Sebastian überzeugt Iben, dass der Junge an den Todesfällen schuld ist, woraufhin sie das Kommando über die Meuterer übernimmt und eine Suche anordnet. Lucien findet die Medaille und greift Clémence an, die sich daraufhin entschuldigt, und verschwindet. Eyk und Ramiro entkommen aus der Gefangenschaft. Iben führt eine Durchsuchung von Mauras Zimmer durch, aber der Junge hat sich in einem Schacht unter ihrem Bett versteckt. Der Junge benutzt einen Käfer, um Maura auf einen sicheren Weg durch das Schiff zu führen. Olek sorgt für eine Ablenkung, so dass Jérôme entkommen kann. Krester spuckt Ángel vor Iben ins Gesicht, aber sie sagt ihm, sie wünschte, Gott hätte ihn statt Ada geholt. Jérôme trifft Clémence, und die beiden finden Eyk und Ramiro, später auch Maura und den Jungen. Die sechs versuchen, ein Rettungsboot zu starten, werden aber von den Meuterern entdeckt. Der Junge ergibt sich, aber Jérôme versucht einzugreifen und wird dabei angeschossen. Jérôme erinnert sich an seine Zeit in der französischen Fremdenlegion an der Seite von Lucien. Als Luciens Vorschlag, zu desertieren, von Jérôme abgelehnt wird, sperrt er Jérôme in eine Zelle, stiehlt die Uniform eines toten Offiziers und überlässt Jérôme die Medaille. Zurück auf Kerberos versammeln Eyk und Jérôme Loyalisten, die sich gegen die Meuterer stellen. Die beiden Seiten geraten aneinander, aber Iben wirft den Jungen über Bord, bevor Maura ihn erreichen kann. Eyk schlägt einen Rückzug vor. Er konfrontiert Maura mit dem Dokument, in dem sie als Passagierin der Prometheus aufgeführt ist. Der Junge taucht auf der Kerberos vor schockierten Loyalisten wieder auf.                                                                |                 |               |                      |               |                                             |
| 5 | Der Ruf         | The Calling   | 17. Nov. 2022        | Baran bo Odar | Jantje Friese & Juliana Lima Dehne          |
| Angewidert von Ibens und Kresters Handeln, läuft Tove zu den Loyalisten über. Die Loyalisten haben Angst vor dem Jungen und sperren ihn in einen Schrank. Maura wird beschossen, als sie versucht, ihn zu befreien, aber die Zeit bleibt stehen, und der Junge führt sie fort. Als die Zeit wieder weiterläuft, versetzt ein tickendes Geräusch die meisten Passagiere des Schiffes, darunter auch Yuk Je und Krester, in eine Marschtrance und sie werfen sich über Bord. Der Junge schreibt Maura eine Nachricht, dass „sie zuhören“, und flüstert ihr zu, dass sie „den Schöpfer fragen“ muss, wenn sie antworten will. Mit Hilfe eines Käfers, der einen Durchgang im Schacht freilegt, bringt der Junge Maura in eine verlassene Nervenheilanstalt. Daniel folgt ihr und verspricht dem Jungen, dass „er“ ihn nicht finden würde. Die Kerberos empfängt eine zweite „Schiff versenken“-Nachricht. Als Maura die Anstalt erkundet, trifft sie auf Henry. Sie fragt ihn nach ihrem Bruder Ciaran, bekommt jedoch eine schwarze Substanz injiziert und wacht auf der Kerberos auf. Maura erzählt Eyk, dass ihr Vater der Besitzer der Schiffsgesellschaft ist. Sie benutzt den Käfer, um einen Durchgang im Schacht in Eyks Zimmer zu öffnen, der sie zu Eyks abgebranntem Haus führt. Daniel schaltet das Ticken aus, und die Überlebenden sammeln sich wieder. |                 |               |                      |               |                                             |
| 6 | Die Pyramide    | The Pyramid   | 17. Nov. 2022        | Baran bo Odar | Jantje Friese & Emil Nygaard Albertsen      |
| Die Überlebenden machen sich an verschiedene Aufgaben: Maura und Eyk suchen nach dem Jungen; Ramiro und Anker bleiben mit Sebastian auf der Brücke; Ángel, Jérôme, Lucien, Olek, Ling Yi und Franz gehen in den Maschinenraum, um die Maschine neu zu starten; und Virginia, Clémence, Tove und Iben suchen nach Überlebenden. Eine schwarze metallische Substanz beginnt im Schiff zu erscheinen und zu wachsen. Tove hat Halluzinationen von Krester und Ada und Erinnerungen an ihre Vergewaltigung durch einen Feudalherrn aufgrund von Kresters Beziehung zu dessen Sohn und an ihre Ermordung des Herrschers. Olek und Ling Yi geben sich ihren ersten Kuss. Maura und Eyk kehren in die Anstalt zurück; sie stellen fest, dass die Wände aus dem Schiffsrumpf zu bestehen scheinen. Virginia berührt die Substanz und sie breitet sich in ihrer Hand aus. Sebastian teleportiert sich vom Schiff und trifft sich mit Henry, der ihm sagt, er solle den Jungen finden. Der Motor wird neu gestartet. Daniel folgt Maura und Eyk; Eyk und Daniel kämpfen, und Daniel teleportiert ihn mit dem Gerät weg. Daniel erzählt Maura, dass sie vor 12 Jahren geheiratet haben und dass nichts in ihrer Welt real ist; Maura sperrt ihn in ein Zimmer und nimmt das Gerät mit. Eyk wacht auf und findet sich auf der Prometheus wieder, umgeben von einem Meer von ebenfalls verlassenen Schiffen. |                 |               |                      |               |                                             |
| 7 | Der Sturm       | The Storm     | 17. Nov. 2022        | Baran bo Odar | Jantje Friese                               |
| Die Kerberos segelt in einen Sturm. Die Überlebenden auf der Brücke begeben sich in den Maschinenraum, um Hilfe zu holen. Auf halbem Weg weigert sich Iben, dem Rest der Überlebenden zu folgen, und Anker bleibt bei ihr. Olek und Ling Yi begeben sich auf die Brücke, um das Schiff zu steuern. Franz und Tove machen sich daran, die Schotten zu versiegeln. Daniel bricht eine Wand ein und klettert durch eine Reihe von Portalen in verschiedenen Landschaften. Maura klettert durch den Schacht in Daniels Zimmer und findet sich in einem verlassenen Haus wieder; sie sieht Rückblenden von ihr und Daniel und findet Fotos von ihnen beiden mit dem Jungen. Daniel findet den Jungen und verspricht, Mauras Gedächtnis wiederherzustellen, damit sie „diese Schleife ein für alle Mal beenden kann“; der Junge schenkt ihm einen Ehering. Daniel findet Maura und sagt ihr, dass der Junge, der Elliot heißt, ihr Sohn ist. Er sagt ihr auch, dass sie sich in einer Simulation befinden und dass sie die Überbrückung finden muss. Maura nimmt einen Schlüssel aus ihrem Medaillon heraus. Lucien bricht wegen eines Anfalls zusammen; Clémence und Jérôme machen sich auf den Weg, um Medizin zu finden, aber Lucien stirbt, bevor sie ihm verabreicht werden kann. Ling Yi sieht eine Vision von Yuk Je und rennt hinaus; Olek rettet sie, wird aber von einer Welle über Bord gespült. Ángel wird von herabfallenden Trümmern getroffen und stirbt in Ramiros Armen. Franz opfert sich, um Tove zu retten. Iben und Anker ertrinken. Sebastian bringt Elliot zu Henry, und Henry verlangt von Maura über eine Gegensprechanlage den Schlüssel. Die Simulation endet und die Kerberos wird in das Meer der Schiffe transportiert. |                 |               |                      |               |                                             |
| 8 | Der Schlüssel   | The Key       | 17. Nov. 2022        | Baran bo Odar | Jantje Friese                               |
| Maura, Eyk, Jérôme, Clémence, Ramiro, Tove, Ling Yi und Virginia stellen fest, dass sie alle einen Brief erhalten haben, der sie an Bord der Kerberos führte. Maura erklärt ihnen, dass sie sich in einer von ihrem Vater inszenierten Simulation befinden, aber alle außer Eyk misstrauen ihr und gehen. Maura führt Eyk durch den Schacht in Daniels Zimmer zu seinen Erinnerungen an ihre Familie. Maura und Eyk brechen eine Wand ein und betreten eine Reihe von Portalen. Henry injiziert Elliot eine weiße Substanz, was eine Erinnerung freisetzt, in der Maura Elliot eine schwarze Substanz injiziert, obwohl Daniel ihr sagt, sie solle ihn gehen lassen. Daniel hackt sich in die Simulation ein, ändert den Code und verursacht zahlreiche Störungen. Die übrigen Überlebenden entkommen der sich schnell ausbreitenden schwarzen Substanz im Schiff und teleportieren sich gegenseitig in den Hintergrund, bevor sie wieder auf dem Schiff landen. Maura und Eyk treffen in der Anstalt auf Sebastian. Sebastian setzt Eyk mit einem Gerät außer Gefecht, bringt Maura dann zu Henry und übergibt ihm den Schlüssel. Henry sagt Maura, dass sie die Schöpferin ist. Henry benutzt den Schlüssel mit dem Tetraeder, aber Daniel hat sie unbrauchbar gemacht. Die Simulation endet. Maura trifft sich wieder mit Daniel, der ihr erzählt, dass Ciaran das Programm übernommen hat. Daniel gibt ihr die Möglichkeit zu gehen und sagt ihr, er werde „immer da sein“. Maura wacht allein in einem Raumschiff namens Prometheus auf, umgeben von vielen anderen, die auf der Kerberos waren und unter Scheintod gestellt wurden. Auf einem Computerterminal sieht sie, dass das Datum der 19. Oktober 2099 ist und die Prometheus sich auf einer Überlebensmission („Survival Mission“) befindet. Sie erhält eine Nachricht von Ciaran, der sie in der Realität willkommen heißt. |                 |               |                      |               |                                             |

## Entstehungsgeschichte

### Projektentwicklung und Vorproduktion
Nach dem internationalen Erfolg der Serie Dark, die ebenfalls von Jantje Friese und Baran bo Odar entwickelt und erdacht wurde, kündigte Netflix im November 2018, noch vor der Veröffentlichung der zweiten Staffel Dark, mit 1899 das nächste Projekt der beiden Showrunner an. Ein erster Drehbuchentwurf der ersten Folge (mit dem Titel The Ship) wurde Ende Juli 2020 fertiggestellt. Jantje Friese ist wie schon bei Dark die Hauptautorin des Drehbuchs, leitet jedoch auch einen Writer's Room, der mit Autoren aus verschiedenen Ländern besetzt ist. Dazu zählen Emil Nygaard Albertsen (Dänemark), Coline Abert (Frankreich), Emma Ko, Jerome Bucchan-Nelson (beide Vereinigtes Königreich), Dario Madrona (Spanien) und Joshua Long (USA). Baran bo Odar und Jantje Friese sind außerdem (mittels ihrer Produktionsfirma Dark Ways) die alleinigen Produzenten von 1899. Finanziell unterstützt wird das Studio dabei durch das Medienboard Berlin-Brandenburg (mit zwei Millionen Euro) und vom German Motion Picture Fund (10 Millionen Euro). Netflix investiert 48 Millionen Euro in die erste Staffel, die damit die teuerste deutsche Serie überhaupt ist.
Für das Casting ist Lucy Bevan, für das Kostümdesign die deutsche Kostümbildnerin Bina Daigeler verantwortlich. Darüber hinaus wurden mehrere Personen, die bereits an der Entstehung von Dark beteiligt waren, erneut verpflichtet, darunter Kameramann Nikolaus Summerer, Setdesigner Udo Kramer, Maskenbildnerin Christina Wagner und Komponist Ben Frost.
Die Serie beteiligt sich an der Initiative „100 Grüne Produktionen“ des Arbeitskreises „Green Shooting“, die sich in Zusammenarbeit mit der Beauftragten der Bundesregierung für Kultur und Medien zu nachhaltiger Film- und Fernsehproduktion verpflichten.
Die Serie besteht aus einem internationalen Ensemble und es wird multilingual gefilmt, sodass jeder Darsteller in seiner jeweiligen Muttersprache sprechen wird. Gesprochen wird dabei vor allem Englisch, Deutsch, Spanisch, Französisch, Polnisch, Dänisch und Portugiesisch. Auch das Drehbuch ist zweisprachig in Englisch und der jeweiligen Sprache der vorkommenden Figuren verfasst.

### Dreharbeiten

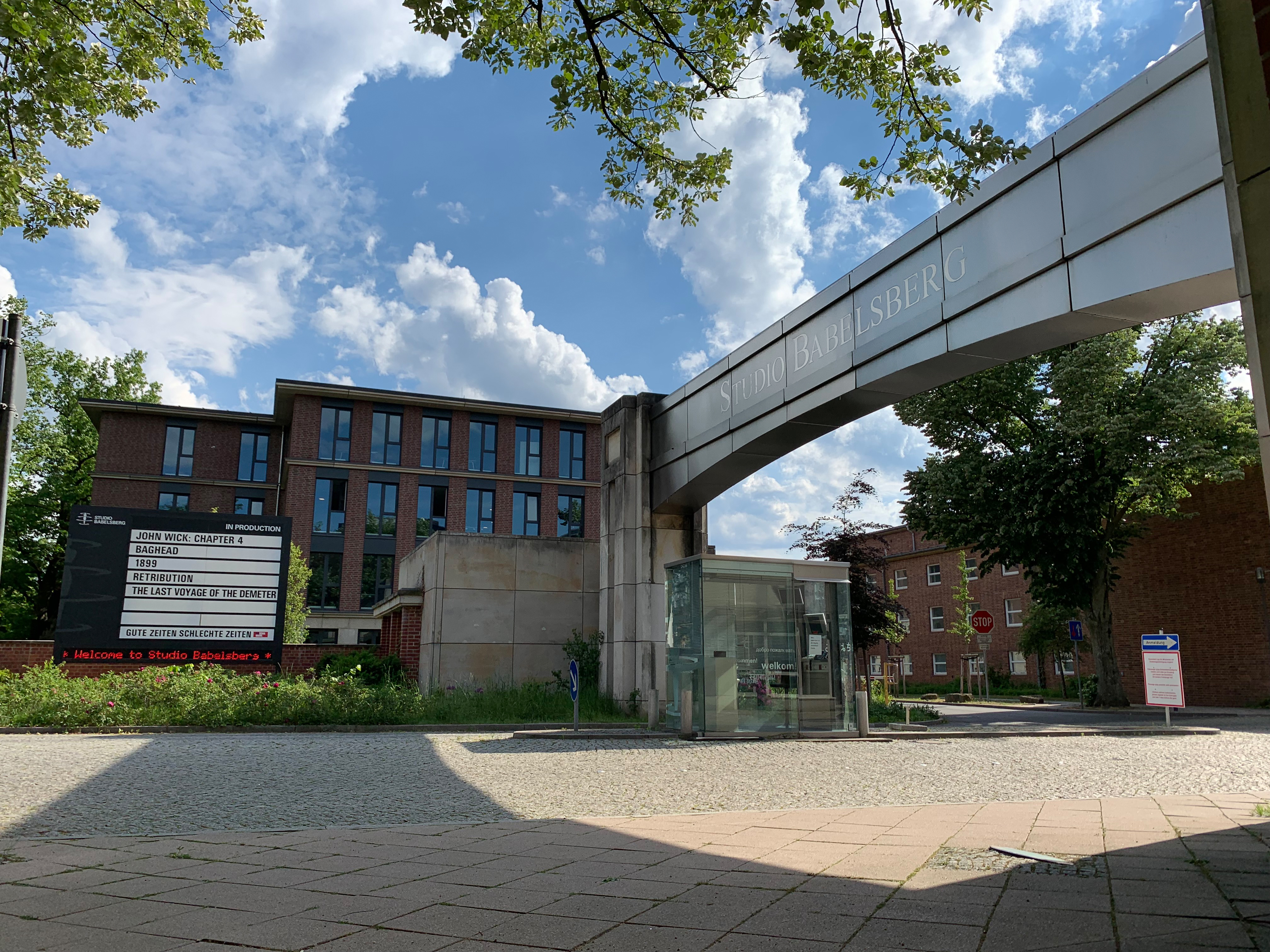
Produktionstafel am Haupteingang von Studio Babelsberg

Die Dreharbeiten begannen am 3. Mai 2021 und waren nach Angaben des Regisseurs Baran bo Odar am 5. November 2021 nach 160 Drehtagen abgeschlossen. 1899 nutzte dabei wie zuvor Lucasfilm für die Serie The Mandalorian eine virtuelle Kulisse, bei der zahlreiche LED-Wände um das Set herumgebaut werden, die eine digitale Umgebung erzeugen. Die von Lucasfilm StageCraft genannte Technologie wurde erstmals bei der Produktion von 1899 in Europa verwendet. Aufgebaut und benutzt wurde sie im Studio Babelsberg in der UNESCO Creative City of Film Potsdam. Die LED-Technologie, in Babelsberg als Dark Bay Virtual Production Studio bezeichnet, erstreckt sich über eine Ausdehnung von etwa 23 Metern, ist sieben Meter hoch und umfasst ein Set von etwa 420 m². In der Netflix-Dokumentation Making 1899 wird diese Technologie allerdings durchgehend nur Volume genannt. Der virtuelle Hintergrund wird durch die Unreal Engine gerendert und bewegt sich mit der Kamera dynamisch mit, um so die Illusion eines realen Sets zu erzeugen. Da die Kosten für eine solche Bühne beträchtlich sind, wird Netflix diese noch für eine Reihe weiterer Produktionen verwenden und an andere Studios vermieten. Sie ist im Besitz von Dark Bay, einem Tochterstudio von Dark Ways und soll dauerhaft im Studio Babelsberg verbleiben.
Für die Dreharbeiten der Szenen auf dem Schiff wurden durch das Babelsberger Art Department große Sets des Schiffes als Haupthandlungsorte errichtet. Hintergrundaufnahmen für Außenaufnahmen an Deck wurden unter anderem in Schottland angefertigt, wobei für die virtuellen Sets komplexe 3D-Modelle erstellt werden mussten. Als weitere Drehorte waren ursprünglich zudem Spanien und Polen vorgesehen. Durch die COVID-19-Pandemie wurden diese Pläne allerdings teilweise verworfen und mehr auf die virtuellen Sets gesetzt, die eine reibungslosere Produktion während der weltweiten Reisebeschränkungen ermöglichten. Neben den Hauptdreharbeiten im Studio Babelsberg wurde auch in den Shepperton Studios nahe Londons gedreht.

### Postproduktion
Die visuellen Effekte stammen unter anderem von der britischen Firma Framestore unter der Leitung von Christian Kaestner.

### Veröffentlichung
Ein erster Teaser wurde am 3. Mai 2021 veröffentlicht, der die Produktion der Serie ankündigte. Das Veröffentlichungsdatum, der 17. November 2022, wurde am 19. Oktober 2022 von Serienschöpfer Baran bekanntgegeben. Netflix gab wenige Tage nach Veröffentlichung bekannt, dass 1899 von allen zu jener Zeit auf Netflix verfügbaren Angeboten in 58 Ländern das meistgesehene Produkt ist.

## Kritiken
„Szenen- und Kostümbild […] sind nicht nur optisch beeindruckend, sie spiegeln die Dekadenz und den Klassismus des Fin de Siècle wider. Während die Erste-Klasse-Passagiere der Kerberos oben im Speisesaal dinieren und in luxuriösen Kabinen wohnen, schuften im Kohlebunker schwitzende Heizer. Die dritte Klasse ist in riesigen Schlafsälen untergebracht.“

## Auszeichnungen
Grimme-Preis 2023
- Nominierung im Wettbewerb Fiktion[24]